# Neanotis trimera
Neanotis trimera là một loài thực vật có hoa trong họ Thiến thảo. Loài này được (Craib) W.H.Lewis mô tả khoa học đầu tiên năm 1966.